# Municipio de Jackson (Minnesota)
El municipio de Jackson (en inglés: Jackson Township) es un municipio ubicado en el condado de Scott en el estado estadounidense de Minnesota. En el año 2010 tenía una población de 1464 habitantes y una densidad poblacional de 88,56 personas por km².

## Geografía
El municipio de Jackson se encuentra ubicado en las coordenadas 44°46′14″N 93°33′11″O / 44.77056, -93.55306. Según la Oficina del Censo de los Estados Unidos, el municipio tiene una superficie total de 16.53 km², de la cual 16,23 km² corresponden a tierra firme y (1,83 %) 0,3 km² es agua.

## Demografía
Según el censo de 2010, había 1464 personas residiendo en el municipio de Jackson. La densidad de población era de 88,56 hab./km². De los 1464 habitantes, el municipio de Jackson estaba compuesto por el 73,09 % blancos, el 0,82 % eran afroamericanos, el 0,61 % eran amerindios, el 1,09 % eran asiáticos, el 22,06 % eran de otras razas y el 2,32 % eran de una mezcla de razas. Del total de la población el 31,35 % eran hispanos o latinos de cualquier raza.